# Марси, Уильям Лернд
Уильям Лернд Марси (англ. William Learned Marcy; 12 декабря 1786 — 4 июля 1857) — американский юрист, политический деятель, член Демократической партии.
Окончил Университет Брауна в 1808 году, и был принят в коллегию адвокатов в 1811 году, служил в армии Соединенных Штатов в качестве капитана добровольцев во время войны 1812 года. Был членом «Регентства Олбани», политической группировки во главе с будущим президентом США Мартином Ван Бюреном, которая в 1820-х—1830-х годах контролировала власть в штате Нью-Йорк. Занимал ряд ответственных политических постов, в частности с 1833 по 1838 был губернатором штата Нью-Йорк, также был сенатором и государственным секретарем США (1853—1857), военным министром США (1845—1849).